# Villars-sur-Var (tổng)
Tổng Villars-sur-Var là một tổng của Pháp. Tổng này nằm ở tỉnh Alpes-Maritimes trong vùng Provence-Alpes-Côte d’Azur.

## Các đơn vị cấp dưới
Tổng Villars-sur-Var gồm các xã Villars-sur-Var, Touët-sur-Var, La Tour, Malaussène, Tournefort, Massoins, Bairols, Thiéry, Pierlas vàLieuche

## Histoire
| Ngày bầu cử | Tên              | Đảng          | Tư cách                                               |
| ----------- | ---------------- | ------------- | ----------------------------------------------------- |
|             |                  |               |                                                       |
| 1967        | Dr Victor Robini |               |                                                       |
| 1979        | Dr Victor Robini |               |                                                       |
| 1985        | Pr René Gilly    | Divers Droite |                                                       |
| 1992        | Pr René Gilly    | Divers Droite | Phó chủ tịch của Hội đồng                             |
| 1998        | Pr René Gilly    | RPR           | Phó chủ tịch của Hội đồng                             |
| 2004        | Pr René Gilly    | UMP           | Thị trưởng của La Tour kiêm Phó chủ tịch của Hội đồng |

## Biến động dân số
| 1882                                         | 1926 | 1962 | 1968 | 1975 | 1982 | 1990 | 1999  |
|                                              |      |      |      |      |      |      | 2 068 |
| -------------------------------------------- | ---- | ---- | ---- | ---- | ---- | ---- | ----- |
| Số liệu từ năm 1990: Dân số không tính trùng |      |      |      |      |      |      |       |